# Белоперкова морска свиня
Белоперковата морска свиня (Phocoenoides dalli) е вид бозайник от семейство Морски свине (Phocoenidae).

## Разпространение и местообитание
Разпространен е в Канада, Мексико, Русия, САЩ, Северна Корея, Южна Корея и Япония.